# EuroVelo 11
L’EuroVelo 11 (EV 11), également dénommée « la route de l'Europe de l'Est », est une véloroute EuroVelo faisant partie d’un programme d’aménagement de voie cyclable à l’échelle européenne. Longue de 5 964 km, elle relie le Cap Nord en Norvège à Athènes en Grèce. L’itinéraire traverse ainsi l'Europe de l’Est du nord au sud en passant successivement par onze pays, la Norvège, la Finlande, l'Estonie, la Lettonie, la Lituanie, la Pologne, la Slovaquie, la Hongrie, la Serbie, la Macédoine du Nord et la Grèce.

## Avancement du projet
La majeure partie de l’itinéraire est pour le moment en phase de planification. Seule la partie traversant l'Estonie est à ce jour développée et balisée.